# Hrđavosmeđi naprstak
Hrđavosmeđi naprstak (hrđastosmeđi naprstak lat. Digitalis ferruginea) je biljka cvjetnica iz roda Digitalis i porodice Plantaginaceae ili trpučevki. Domovina su joj južna (Italija) i jugoistona Europa), Anatolija i Kavkaz, te Libanon i Sirija. U Hrvatskoj uz velecvjetni (D. grandiflora) i vunenasti naprstak (D. lanata) ima status ugrožene vrste
Hrđavosmeđi naprstak je ljekovita ali otrovna dvogodišnja raslinja ili trajnica. Ova vrsta u sebi sadrži kardioaktivne glikozid (ferruginozid).

## Podvrste
1. Digitalis ferruginea subsp. ferruginea
2. Digitalis ferruginea subsp. schischkinii (Ivan.) Werner

- D. ferruginea
- Rozete
- D. ferruginea

## Vanjske poveznice
- Digitalis ferruginea rusty foxglove
- MBG